# Křižáček
Pour plus de détails, voir Fiche technique et Distribution.
Křižáček est un drame historique tchèque réalisé par Václav Kadrnka et sorti en 2017. L'histoire est basée sur un poème de Jaroslav Vrchlický, Svojanovský křižáček.
Le film, qui narre l'histoire d'un chevalier qui voyage aux fins de retrouver son fils disparu, a remporté le Globe de cristal au Festival de Karlovy Vary 2017.

## Fiche technique
- Titre original tchèque : Křižáček (litt. « Le croisé »)
- Réalisation : Václav Kadrnka
- Scénario : Václav Kadrnka, Vojtech Masek, Jirí Soukup d'après le poème Svojanovský křižáček de Jaroslav Vrchlický
- Photographie : Jan Baset Stritezsky
- Montage : Pavel Kolaja
- Musique : Vojtech Havel, Irena Havlová
- Pays d'origine : Tchéquie
- Langue originale : tchèque
- Format : couleur
- Genre : dramatique
- Durée : 90 minutes
- Dates de sortie :
  - Tchéquie : 7 juillet 2017 (Festival de Karlovy Vary)

### Production
Le film a été tourné en Italie.

## Distribution
- Karel Roden : le père
- Ales Bilík : le jeune chevalier
- Matous John : Son
- Jana Semerádová : la mère
- Jirí Soukup : Hermit
- Jana Olhová : l'épouse de l'aubergiste
- Ivan Krúpa : l'aubergiste